# Шпаргла
Шпаргла (лат. Asparagus officinalis), врста позната још и као шпарога, аспарагус, вилина метла, каленац, биљуш и др. је вишегодишња зељаста биљка. Иако је код нас неправедно запостављена, широм света користи се као здраво и укусно пролећно поврће. Од давнина се користи и у народној медицини. Неке особе не подносе шпарглу, тако да њен сок код таквих особа може изазвати алергијске реакције какве су: упала коже, кијање, сузење очију и гушење слично астми.
Некада је била класификована у породицу љиљана, попут сродних Allium врста, лука и белог лука. Међутим, генетска истраживања стављају љиљане, Allium и шпароге у три одвојене породице — Liliaceae, Amaryllidaceae, и Asparagaceae — Amaryllidaceae и Asparagaceae су груписане заједно у ред Asparagales. Извори се разликују у погледу изворног спектра Asparagus officinalis, али генерално обухватају већину Европе и западну умерену Азију. Широко се узгаја као повртарска култура.

## Порекло
Верује се да шпаргла потиче са Истока, одакле је још пре нове ере пренета у Европу. Познато је да се у Старом Риму већ гајила у култури као поврће, о чему сведоче и фреске откривене у Помпејима. Према неким историјским изворима још су Стари Грци и Египћани употребљавали шпарглу и као јестиву и као лековиту биљку. Данас је у култури веома распрострањена широм света и различите сорте узгајају се као поврће.

## Опис врсте
Шпаргла је је вишегодишња, трајница са јако разгранатим и развијеним кореновим системом, са бројним ризомома. Стабљике су танке, разгранате, при дну дебље и одрвенеле. Могу нарасти до 1,5 м висине (у култури и више). Листови су ситни, љуспасти и у њиховим пазусима налазе се праменови листоликих, игличастих изданака (филокладије).
Цветови су ситни, бели, једнополни, дводоми  и опрашују их пчеле. Цветови се не могу међусобно самоопрашити. Висе на дугим дршкама, појединачни или по два заједно. Развијају се у априлу и мају на стаништима на којима расту самоникло. У областима где се гаје и не могу расти у природи цветају до августа. Плод је црвена, округласта бобица величине грашка. Нејестива је. Семе је зрело око месец дана по прецветавању.
- Шпаргла на станишту у Украјини
- Разгранати коренов систем са ризомима
- Изданак самоникле шпаргле
- Разгранато стабло са листовима
- Цветови
- Зрели плодови

## Шпаргла као самоникла биљка
Шпаргла у природи расте подједнако добро на лаким (песковитим), средње тешким (иловастим) и тешким (глиновитим) земљиштима. Такође је индиферентна према pH вредности земљишта, а подноси и заслањено. Воли влажно, али добро расте и на сувом. Може да расте у полусенци (светле храстове шуме) или на отвореним положајима. Примећено је да шпаргла у природи привлачи дивљач. Шпарога и још неке врсте аспарагуса могу се наћи као самоникле у области Медитерана.

## Гајење шпаргле
Као поврће и лековита биљка шпаргла се узгаја више од 2000 година. Лако се гаји у свакој доброј баштенској земљи, а преферира богату, добро дренирану пешчану иловачу на сунчаним положајима. Толерише земљишта са pH вредношћу од 4,3 до 8,2. Размножава се сетвом семена, из расада и деобом бокора. Гаји се у топлим и хладним лејама. Зелене сорте лакше је узгојити него беле. Код бербе не треба побрати превише изданака, како се биљка не би ослабила за раст у наредним годинама. Добро одржавани бокор шпаргле може давати квалитетне избојке и до 20 година.
Шпаргла се често гаји као луксузно поврће и постоје бројне различите сорте. Захвална је култура за све популарнију органску производњу. У леји се добро слаже са парадајзом, першуном и босиљком. Парадајз и шпаргла пружају један другом заштиту од инсеката наметника.
- Различите сорте шпаргле
- Млади избојци у хладним лејама
- Берба шпаргли са топлих леја
- Земље највећи произвођачи шпаргле у 2005. години

## Употреба шпаргле

### Употреба у кулинарству
У исхрани се употребљавају млади изданци. Беру се рано у пролеће, док су још сочни. Старији изданци садрже много целулозе, па су дрвенаст и тешко сварљиви. Гајени облици шпаргле имају дебље и сочније избојке од оних убраних у природи.
Млади избојци шпаргле могу се конзумирати сирови, у различитим салатама или кувани као вариво. Такође се могу и конзервисати. У кулинарству се сматрају специјалитетом. Сладуњавог су мириса и укуса и малу калоријску вредност. Изузетно су богате минералима (посебно калијумом, фосфором, сумпором, калцијумом и магнезијумом). Садрже и микроелементе, а од витамина витамин Ц, каротин и витамине Б комплекса. Добар су извор протеина и дијететских влакана.

### Шпаргла као лековита биљка
Као лековита дрога прикупљају се корен и ризом (Asparagi rhizoma et radix). Њихова употреба у народној медицини датира још из старог века. Имају повољан утицај на рад црева, бубрега и јетре. Благотворно делују на срчани и нервни систем. Садржи аспаригин, аргинин, холин, манан, сапонин и хелидонску киселину. Подземни делови се прикупљају касно у пролеће, након што су изданци побрани, а за каснију употребу се суше.
Као лековита дрога ређе се користе и млади изданци, а верује се да и семе има извесне антибиотске особине.

### Остале примене
Пржено семе шпаргле, у коме има 15% масног уља, може се употребити као замена за кафу. Биљка садржи аспарагусну киселину, која испољава инсектицидно дејство у борби против нематода. Медоносна је биљка.

### Ефекти на урин
Ефекат конзимације шпаргле на урин који се након тога излучује дуго био познат:
[Шпаргле] изазивају снажан и непријатан мирис у урину, као што сви знају.
— Трактат о свим врстама хране, Луј Лемери, 1702
шпаргле... делују на урин непријатним мирисом (посебно ако се посеку када су беле) и због тога су неки лекари сумњали да нису погодне за бубреге; када постану старије и почну да се гранају, она губе ово својство; али онда нису тако пријатне.
— „Есеј о природи хране“, Џон Арбатнот, 1735.
Неколико поједених стабљика шпаргле даће нашем урину непријатан мирис...
— „Писмо Краљевској академији у Бриселу“, Бенџамин Френклин, око 1781
Шпаргла "...претвара нокшир у бочицу парфема."
— Марсел Пруст (1871–1922)
Шпаргла садржи аспарагусну киселину. Када се поврће свари, настаје група испарљивих једињења која садрже сумпор.
Шпаргла се једе и култивира најмање два миленијума, али веза између мирисног урина и конзумирања шпаргле није описана све до касног 17. века када су ђубрива богата сумпором постала уобичајена у пољопривреди. Студије мањег обима су приметиле да мирис „шпаргне мокраће“ нису производили сви појединци, а процене у вези са уделом популације која се излучује метаболите задаха (пријављују приметан задаз урина од шпаргле након конзумације шпаргле) креће се од око 40% до чак 79%. Један новији рад је потврдио да мали део појединаца не производи шпаргни урин, а међу онима који то чине, неки не могу да открију мирис због полиморфизма једног нуклеотида унутар групе олфакторних рецептора.
Постоји дебата о универзалности стварања сумпорног мириса, као и о способности да се он открије. Првобитно се сматрало да је то зато што су неки људи варили шпароге другачије од других, те су неки излучивали мокраћу јаког задаха након што су јели шпаргле, а други нису. Током 1980-их, три студије из Француске, Кине и Израела објавиле су резултате који показују да је стварање задаха урина из шпаргле уобичајена људска карактеристика. Израелска студија је открила да од њихових 307 испитаника, сви они који могу да намиришу „шпаргни урин“ могу да га открију у урину сваког ко је јео шпарогу, чак и ако особа која је произвела није могла да то открије задах. Једна студија из 2010. године открила је варијације у производњи задаха урина и у способности откривања мириса, али да оне нису биле уско повезане. Сматра се да већина људи производи једињења задаха након што конзумације шпаргле, али различите способности различитих појединаца да открију задах при растућем разблажењу сугеришу генетски одређену специфичну осетљивост.
Компанија 23andMe објавила је 2010. године студију о повезаности генома о томе да ли су учесници „икад приметили необичан мирис када [они] мокре након што су јели шпаргле“. Ова студија је истакла једнонуклеотидни полиморфизам (SNP) у групи мирисних гена повезаних са способношћу откривања мириса. Иако овај SNP није објаснио сву разлику у детекцији међу људима, он пружа подршку теорији да се генетске разлике јављају у мирисним рецепторима што доводе до тога да неки људи не могу да намиришу ова једињења задаха.